# 少司命
少司命（しょうしめい）は、中国・楚の祭祀詩『楚辞』「九歌」に登場する子供と新生を司る女神格。大司命と対を成す存在として、生命の誕生と幼子の守護を掌どるとされる。後世の道教では子授け神としての性格が付加され。

## 『九歌』における定位
『九歌』「少司命」篇は巫女と神の情感的な交流を描く抒情的な詩節が特徴。洪興祖『楚辞補注』では「**夫人の子を庇う神**」と解釈され、以下の神的特性を持つ：
- 「荷衣兮蕙帯（蓮の衣に蕙草の帯）」という清浄な装いで秋蘭を携えた美青年神の姿
- 「悲莫悲兮生別離（悲しみは生別に過ぎず）」など人間的な情感を表出する擬人化表現
- 子供を抱き「竦長剣兮擁幼艾（長剣を立て幼子を抱く）」という守護神的描写

## 詩的描写の分析

### 神格の両義性
- 慈愛性：湘夫人との類似性が指摘される母性的側面（三沢玲爾説）
- 戦神性：青銅剣を携える武神的要素（長江文明の地母神信仰との関連）
- 過渡性：天界と人間を往還する「**夕宿兮帝郊（夕べ帝の郊に宿る）**」の移動描写

### 大司命との対比構造
| 特徴         | 少司命         | 大司命         |
| ------------ | -------------- | -------------- |
| **管掌領域** | 誕生・幼児保護 | 寿命・死の管理 |
| **性格描写** | 情愛的・可憐   | 厳格・孤高     |
| **祭祀対象** | 部族の子孫繁栄 | 個人の寿命祈願 |
| **象徴物**   | 秋蘭・青銅剣   | 扶桑樹・陰陽気 |

（竹治貞夫『楚辞研究』の分類法に基づく）

## 祭祀儀礼の再構
- 「**入不言兮出不辞（入りて言わず出でて辞さず**）」の描写から、神霊の不可視性と突然の降臨を表現
- 巫女との情感的交歓は「迎神歌」と「送神歌」の構造を有する（青木正児の舞曲説）
- 現代中国湖南省の雩祭に「少司命舞」の名残とされる巫舞が伝承

## 神話的変遷
- 六朝時代に碧霞元君信仰と習合し、泰山の子授け神として民間信仰化
- 唐代の敦煌文書P.2721『雑抄』に「小司命」として現世利益神記載
- 日本江戸時代の熊沢蕃山が『楚辞会箋』で「**日本の木花開耶姫に通ず**」と注釈

## 日本における受容
- 古典文学: 本居宣長『玉勝間』に「楚の少司命は迦具土神の如し」との比較考察
- 神道: 吉田神道の奥書に「少司命は若宮の神たるべし」との解釈例
- 現代研究: 松本雅明『詩経・楚辞論』（1958）で「生殖神から守護神への転換」を指摘